# ایلبک
ایلبک (به آلمانی: Hamburg-Eilbek) یک منطقهٔ مسکونی در آلمان است که در Wandsbek واقع شده‌است. ایلبک ۲۰٬۲۶۵ نفر جمعیت دارد.